# Svart stubblomfluga
Svart stubblomfluga (Blera eoa) är en tvåvingeart som först beskrevs av Stackelberg 1928.  Svart stubblomfluga ingår i släktet stubblomflugor, och familjen blomflugor. Enligt den svenska rödlistan är arten starkt hotad i Sverige. Arten förekommer i Övre Norrland. Artens livsmiljö är skogslandskap. Inga underarter finns listade i Catalogue of Life.